# Rodrigo Hernando González
Rodrigo Hernando González (Burgos, España, 16 de enero de 1982) es un entrenador de fútbol español que actualmente entrena al C. D. Izarra de la Segunda División RFEF.

## Trayectoria
Hernando comenzó su carrera como entrenador en equipos de formación del Málaga CF, donde estuvo trabajando desde 2009 hasta 2013, además es maestro de educación física y licenciado en ciencias de la Actividad Física y del Deporte, además posee un master en Psicología del deporte.
Tras trabajar en diversos proyectos con el fútbol base en Dubái de 2014 a 2016, de julio hasta diciembre de 2016, fue entrenador del Ulaanbaatar City FC, un club de la primera división que solo tenía un año de vida.
Durante la temporada 2016-17, trabajó en el Estoril Praia SAD de la primera división portuguesa donde ejerció como segundo entrenador de Pedro Gómez Carmona. Y en SJK Seinäjoki de la Veikkausliiga finlandesa.
El 23 de octubre de 2017 se convierte en entrenador de la Peña Sport FC de la Segunda División B de España para hacerse cargo del equipo tras la destitución de David Ruiz, tras los malos resultados del comienzo de la temporada 2017-18. Cogió el timón del equipo en la jornada 12, cuando todavía no había conseguido ningún punto, y mantuvo al equipo con vida hasta la penúltima jornada de Liga, no pudiendo evitar el descenso a Tercera División.
El 12 de junio de 2018, firma con el Club Deportivo Izarra de la Segunda División B de España.
El 12 de marzo de 2019 es destituido del cargo.
El 10 de junio de 2021, firma por el Racing Rioja C. F. de la Segunda División RFEF.
El 14 de enero de 2022, sería destituido del conjunto riojano debido a los malos resultados en los últimos partidos.
El 14 de marzo de 2023, firma por el C. D. Izarra de la Segunda División RFEF.